# Four By Art
I Four By Art sono un gruppo musicale italiano, formatosi nel 1982.

## Storia del gruppo
Considerati, insieme agli Statuto, ed agli Underground Arrows uno dei gruppi più importanti del modernismo in Italia, i Four By Art sono un gruppo che si ispira al sixties-sound in molte delle sue innumerevoli sfaccettature. Il loro stile fonde il sound grezzo del garage rock e del R&B con in aggiunta richiami psichedelici senza mancare di essere pulito e melodico.
I Four by Art si impongono a metà degli anni 80 nel panorama underground ed indipendente Italiano ed Europeo (primo gruppo mod italiano ad esibirsi a Londra con gli Underground Arrows di Roma),.
Nel 1986, con all'attivo 2 album e centinaia di live si sciolgono, per poi riunirsi in una nuova formazione nella primavera del 2002.
Nel 2017 pubblicano un nuovo album Inner Sounds per l'etichetta 
Area Pirata

## Formazione

### Formazione attuale
- Filippo Boniello - chitarra e voce
- Davide Tiozzo - chitarra solista
- Franco Caforio - batteria
- Luca Sacco - basso

### Ex componenti
- Carlo Ponzo
- Demetrio Candeloro
- Geppo Punzi
- Giuseppe Galimberti
- Michele Pingitore - in arte Mike Painter
- Riccardo Costa

## Discografia

### Demo
- 1984 - My Mind in Four Sights (1984)

### Album studio
- 1985 - Four by Art (Electric Eye)
- 1986 - Everybody's an Artist with Four by Art (Electric Eye)
- 2017 - Inner Sounds (Area aPirata)

### Antologie
- The Early Years 82-86 (2008),